# Članak prsta
Članci prstiju, uobičajeno i falange (lat. phalanges) su kosti u šakama i stopalima većine kičmenjaka. Kod primata, palac ruku i stopala imaju po dva članka, dok ostali prsti imaju po tri. Ovi članci se klasificiraju kao duge kosti.

## Struktura
Članci su kosti koje čine osnovu prstiju ruku i prstiju stopala. U ljudskom tijelu ima 56 falangi, sa po 14 na svakoj ruci i nozi. Svaki prst šake i noge, osim palaca ima po tri falange, a palčevi po dve. Srednji i krajnji distalni članak su često spojeni (simphalangizam). Falange šake su obično poznati kao prsti, a falange nogu. od njih se razlikuju po tome što su često kraće i stisnute, posebno u proksimalnim člancima, tj. onima koji su najbliži telu.
Članci de imenuju prema proksimalnom, srednjem ili distalnom položaju i prema prstu u kojem se nalaze. Proksimalne falange su one koji su najbliže šaci ili stopalu. U šaci su naglašeni kvrgavi krajevi proksimalnih falangi, koji se često nazivaju koljenca ili glavice. Proksimalne falange su one koje se zglobljavaju s metakarpusnim kostima na ruci ili metatarzusnim stopala u metakarpofalangnom ili metatarzofalangnom zglobu . Intermedijarni falanga nije samo srednja po mjestu, već obično i po veličini. Palac i veliki nožni prst ne posjeduju srednju falangu. Distalne falange su kosti na vrhovima prstima ruku ili nogu. Proksimalne, srednje i distalne falange se međusobno zglobljavaju preko međučlančanih zglobljavanja.

### Anatomija člančanih kostiju
Svaki članak se sastoji od centralnog dela, zvanog telo, i dva završna nastavka
- Tijalo glatko sa svake strane, na dlanskoj strani konkavno, a konveksno na nadlaničnoj površini. Njegove strane su označene hrapavim područjem za prikopčavanje vlaknastih niti tetiva na fleksorskim mišićima. Oni omogućavaju kuckanje i druge pokrete prema dolje.
- Proksimalni nastavak kostiju prvog reda su ovalni, udubljeni na zglobnoj površini, postranice širi nego uzduž. Ovaj nastavak svake kosti drugog i trećeg reda ima dvostruko udubljenje koje je podijeljeno medijalnim grebenom.
- Distalni nastavak je manji od proksimalnog, a svaki kraj završava u dva zglobna kondila, odvojena plitkim žlijebom; zglobna površina prostire se dalje na dlanskoj nego na dorzalnoj površini, a to stanje najbolje je naznačeno u kostima u prvom redu.

U stopalu, proksimalne falange imaju tijelo koje se komprimirano od jedne na drugu stranu, konveksno gore i konkavne ispod. Osnova je konkavna, a glava predstavlja dlansku površinu za zglobljavanje sa drugom falangom. Srednje su izuzetno male i kratke, ali dosta šire od proksimalnih. Distalne falange, u odnosu na distalne falange prsta, su manje i spljoštene odozgo prema dolje; svake predstavlja široku bazu za artikulaciju sa odgovarajućom kost u drugom redu i prošireni distalni nastavak za podršku noktiju i na kraju nožnog palca.

#### Distalni članak
U šaci, distalne falange su na dlanskoj površini glatke, male i sa zaobljenim, povišenim potkovičastim površinama dlanske strane, koje podržavaju pulpu prsta.
Falanga palca ima izraženo hvatište za mišić musculus lexor pollicis longus (asimetrično prema radijalnoj strani), ungual jame i par nejednakih lakatnih bodlji (ulnarne su istaknutije). Ova asimetrija je potrebna za osiguranje da se palčana pulpa uvijek susreće sa pulpom drugog prsta, što je osteološka konfiguracija koja pruža maksimalnu kontaktnu površinu sa dodirujućim kostima objektima.
U stopalu, distalni članci su na leđnoj površini glatki. Najveći su proksimalno i sužavaju se na distalnom kraju. Proksimalni dio falangi predstavlja široku bazu za artikulaciju sa srednjom falangom i jednim je proširenim distalnim nastavkom ekstremiteta za podršku noktiju i na kraju velikog prsta (nožnog palca).. Falanga završava u obliku polumesečaste hrapave kape kosti epifizaepifize  – apeksnog čuperka (ili kopitaste kvrge/nastavka) koja pokriva veći dio falange na dlanskoj strani nego na nadlaničnoj. Dvije bočne kopitaste bodlje projiciraju se proksimalno od apeksnog čuperka. U neposrednoj blizini baze osovine su dvije bočne kvržice.. Između njih, proksimalno se proteže greben u obliku slova V, koji služi kao hvatište za mišić musculus flexor pollicis longus. Još jedan greben u bazi služi za hvatište ekstenzorskih aponeuroza. Hvatište fleksora se dodiruje sa dvije kopitastom jame – distalnom i proksimalnom.

## Funkcija
Distalni falange papkara nose i nokte i kandže, koje se kod primata se nazivaju kopitastefalange.

### Razvoj
Broj falangi u životinja često se izražava kao "člančana formula" koja ukazuje na broj falangi u prstima, počevši od najdublje medijalne ili proksimalne.
U distalnim falangama šake, centar okoštavanja za tijela pojavljuje se na distalnom nastavku članka, umjesto na sredini tijela, kao iu drugim falangama. Osim toga, u svim kostima šake, distalne falange prve okoštaju.‍:6b. 3. The Phalanges of the Hand

### Ostale životinje
Većina kopnenih sisara, uključujući i ljude, imaju formulu članaka: 2-3-3-3-3 i u šaci i u stopalu. Primitivni gmizavci, tipski su imali formulu 2-3-4-4-5, a njihova svojstva, održala su se i kod mnogih kasnijih oblika, kao i sisaroliki gmizavci. Formula falangi perajara kitova (morskih sisara) je 2-12-8.
U kičmenjaka, proksimalne falange imaju sličan razmještaj u odgovarajućim udovima, bilo da su šapa, krilo ili peraje. U mnogim vrstama, one su najduže i najdeblje falange ("prstne" kosti). Srednja falanga, također ima odgovarajuće mjesto u njihovim udovima, bilo da su šapa, krilo, kopito ili peraje.
Distalne falange su kod većih sisara u obliku kupe, uključujući i većinu primata, ali relativno su široke i glatke kod ljudi.

#### Primati
Morfologije distalne falange ljudskog palca blisko se odražava na adaptacija za rafinirano i precizno držanje u kontaktu vršnih jastučića ostalih prstiju. Iako je to obično povezana sa pojavom kamenih alata, suštinski gledano, proporcije kod australopiteka i sličnost između ljudske ruke i kratke ruke miocenskih majmuna, ukazuju na to da su proporcije ljudske ruke u velikoj mjeri pleziomorfne - za razliku od izvedenih izduženih ruku i slabo razvijenom muskulaturom palca postojećih hominoida.
Kod neandertalaca, apeksni dijelovi su prošireni i robusniji nego u ljudi modernog doba i početkom gornjeg paleolita. Prijedlog da su distalne falange neandertalca adaptacija na hladniju klimu (nego u Africi) nije podržanim nedavne poređenjem koje pokazuje da populacije hominina koje su prilagođene na hladnoću imaju manja vršna proširenja nego populacije prilagođene na toplije klimate.
Kod današnjih primata, izuzev čovjeka, apeksna proširenja variraju u veličini, ali nikada nisu veći nego kod ljudi. Uvećana vršna proširenja, u mjeri u kojoj oni zapravo odražavaju proširenje digitalne pulpe, možda je odigrale značajnu ulogu u jačanju trenja između ruke i održavanje objekata tokom izrade neolitskog alata.
Među tim primatima filogeneza i način kretanja su imali ulogu u određivanju veličine vršnih proširenja. Viseći primati i majmuni novog svijeta imaju najmanji apikalne pramenove, a kopneni četveronošci i Strepsirrhini – najveće.
Studija morfologije prsta četiri vrste malih majmuna Novog svijeta, ukazuje na povezanost između povećanja male debljine grane za ishranu i smanjenja kvržica fleksora i ekstenzora distalne falange i proširenja njenih distalnih dijelova,. zajedno sa proširenjem vršnih jastučići i razvijenim epidermskim grebenom. To ukazuje da su proširenja distalne falange evoluirala kod brahijacijskih primata, a ne u četveronožnih kopnenih primata.

## Dodatne slike
- Falange
- Falange (članci prstiju)

## Takođe pogledajte
- Šaka
- Stopalo

## Spoljašnje veze
- „MedTerms.com Medical Dictionary”. Архивирано из оригинала 07. 08. 2012. г. Приступљено 08. 10. 2016.